# Épisodes de La Treizième Dimension
Cet article présente le guide des épisodes de la série télévisée La Treizième Dimension (The Twilight Zone).

## Épisodes

### Épisode 1:Une vie tranquille
- États-Unis : 18 septembre 2002 sur UPN

- Amber Tamblyn (Jenna Winslow)
- Paul Perri (Cliff Brooks)
- Jesse Moss (Logan Agar)
- Anthony Harrison (Ed Winslow)
- Eileen Pedde (Joyce Winslow)
- Chantal Conlin (Julie Winslow)
- Michael Ryan (Ron Agar)
- Sandra Ferens (Nell Agar)

### Épisode 2:Une nuit de répit
- États-Unis : 18 septembre 2002 sur UPN

- Tyler Christopher (Dr Jay Ferguson)
- Jason Alexander (Le patient)
- Lynda Boyd (Chef des infirmières)
- Joyce Krenz (La mère de Jay)
- Liza Huget (La première infirmière)
- Allixandra East (La femme)

### Épisode 3:Les Ombres d'un doute
- États-Unis : 25 septembre 2002 sur UPN

- Vincent Ventresca (Matt McGreevey)
- Hill Harper (John Woodrell)
- Mari Morrow (Clare Woodrell)
- Barbara Tyson (Hilary McGreevey)
- Blu Mankuma (Thomas Sumner)
- Cam Chai (Dr Lisker)
- J.B. Bivens (Hank)
- Michael Shanks (Donnie)
- Corrie Clark (Robbin)

### Épisode 4:Un doux rêveur
- États-Unis : 25 septembre 2002 sur UPN

- Adrian Pasdar (Andrew Lomax)
- Shannon Elizabeth (Sondra)
- Benjamin Ratner (Lafe Narz)
- John Reardon (Sam)

### Épisode 5:Le Berceau maudit
- États-Unis : 2 octobre 2002 sur UPN

- Katherine Heigl (Andrea Collins)
- James Remar (Alois Hitler)
- Nancy Sivak (Clara Hitler)
- Jillian Fargey (Kristina)
- Gardiner Millar (Chef des douanes)
- Liduina Vanderspek (La femme de l'inspecteur)
- Glynis Davies (La folle)
- Ian Marsh (Officier de police)
- Mark Burgess (Prêtre)
- Colin Lawrence (Daniel Barrett)
- Linden Banks (Darren Caulder)

### Épisode 6:L'Autobus fantôme
- États-Unis : 2 octobre 2002 sur UPN

- Ione Skye (Melina Kroner)
- Dylan Walsh (Adam)
- Art Kitching (Jet)
- Wanda Cannon (Devora Kroner)
- Constance Barnes (Janet)
- Nicki Clyne (Theresa)
- Emily Perkins (Dina)
- Michael Puttonen (L'homme âgé)

### Épisode 7:Laps de temps
- États-Unis : 9 octobre 2002 sur UPN

- Ethan Embry (Zack Walker)
- Alexandra Barreto (Maria Hernandez)
- Taayla Markell (Mei Ling)
- Stephen Chang (Wu Shan)
- Nathaniel Deveaux (Carl Taggart)
- Rob Lee (Fisk)
- Suzette Meyers (Présentatrice tv)
- Kevin McCrae (L'homme en noir)

### Épisode 8:Les Yeux du mort
- États-Unis : 9 octobre 2002 sur UPN

- Portia de Rossi (Laurel Janus)
- Kristin Lehman (Becca Niles)
- William DeVry (Nick Janus)
- Dion Luther (Stanley Coe)
- Paula Shaw (Le juge)
- Peter Kelamis (Lew Gallo)

### Épisode 9:Cauchemar terrifiant
- États-Unis : 16 octobre 2002 sur UPN

- Lou Diamond Phillips (Ritchie Almarez)
- Erik King (Lenny)
- MacKenzie Gray (Monsieur Hunt)
- Venus Terzo (Dr Anna Rosoff)
- Jana Mitsoula (Madame Hunt)
- Zak Santiago (Cheto)

### Épisode 10:Azoth le vengeur
- États-Unis : 16 octobre 2002 sur UPN

- Rory Culkin (Craig Hansen)
- Patrick Warburton (Azoth le vengeur)
- Peter LaCroix (Darrell Hansen)
- Suzy Joachim (Lorraine Hansen)
- Gina Doty (Madame Hutchins)
- Ryan McDonell (Le premier punk)
- Thomas Edge (Le second punk)
- Kenyan Lewis (Le troisième punk)

### Épisodes 11 et 12:Un homme branché
- États-Unis : 23 octobre 2002 sur UPN

- Jeremy Piven (Tyler Ward)
- Olivia d'Abo (Shannon)
- Vincent Laresca (Buddy)
- Željko Ivanek (Chef des urgences)
- Grace Chen (Angela)
- Julie Fitzgerald (Infirmière)
- Michael Luckerman (L'avocat)
- Anita Ortega (La femme hispanique)
- Daren Flam (L'urgentiste)
- Blue Deckert (Le vieil homme)

### Épisode 13:Une maîtresse exigeante
- États-Unis : 30 octobre 2002 sur UPN

- Lukas Haas (Corey Williams)
- Sticky Fingaz (Ricky)
- Tangi Miller (Ashley)
- Jim Byrnes (Dion)
- Greg Kean (le producteur exécutif)
- Joelly Segal (l'ingénieur du son)
- Crystal Lowe (la groupie)
- Jy Harris (l'assistant)

### Épisode 14:Une famille parfaite
- États-Unis : 30 octobre 2002 sur UPN

- Susanna Thompson (Annie MacIntosh)
- Timothy Carhart (Phillip MacIntosh)
- Alexandra Purvis (Tess MacIntosh)
- Jaren Brandt Bartlett (Sean MacIntosh)
- Laara Sadiq (Yasmine Haleem)
- Heather McEwen (Nouvelle Tess)
- Sam McMillan (Nouveau Sean)
- Robert Wisden (Nouveau Phillip)

### Épisode 15:Un policier dévoué
- États-Unis : 6 novembre 2002 sur UPN

- Usher Raymond (Eric Boggs)
- Samantha Esteban (Carla Arroyo)
- Gabrielle Miller (Angela Perry)
- Dion Johnstone (Rodrigo Valentine)
- Artine Brown (Détective de la criminelle)
- Klodyne Rodney (Médecin légiste)
- Danielle Evangelista (Prostituée)

### Épisode 16:L'Élu
- États-Unis : 6 novembre 2002 sur UPN

- Jake Busey (Vince Hanson)
- Nicholas Turturro (Speed)
- Brad Sihvon (Doyle Lipton)
- Ken Tremblett (L'homme de terrain)
- Mi-Jung Lee (Présentateur tv)
- Claudette Mink (Lea)
- Kim Hawthorne (Muriel)
- Andrew Moxham (Michael)

### Épisode 17:La Sensuelle Cindy
- États-Unis : 13 novembre 2002 sur UPN

- Greg Germann (Ben Barker)
- Jaime Pressly (Cindy)
- Tiffany Lyndall-Knight (Samantha)
- Fred Ewanuick (Garrett)

### Épisode 18:La Traque
- États-Unis : 13 novembre 2002 sur UPN

- Scott Bairstow (Lieutenant Jeffrey Freed)
- Marisol Nichols (Sergent Joanne Yarrow)
- Peter Flemming (Soldat Danny Wolowicz)
- Jim Shield (Caporal Deric Hughes)
- Simon Wong (Soldat Phillip Kim)
- Scott Heindl (Kreetor)
- Michelle Harrison (Kelly Freed)

### Épisode 19:Monsieur Motivation
- États-Unis : 20 novembre 2002 sur UPN

- Wallace Langham (Charlie Stickney)
- Christopher McDonald (Rick)
- Pat O'Brien (La voix de Monsieur Motivation)
- Darrell Izeard (Joe)
- Helene Joy (Linda)
- Zachary Ansley (Carl)

### Épisode 20:Sanctuaire
- États-Unis : 20 novembre 2002 sur UPN

- Elizabeth Berkley (Marisa Sanborn)
- Rob Estes (Scott Turner)
- Nicki Aycox (Ricki)
- Lauchlin McDonald (Paul)

### Épisode 21:Jeux de rôles
- États-Unis : 27 novembre 2002 sur UPN

- Frank Whaley (Martin Donner)
- Dean Winters (Gordon)
- Sofia Milos (Francesca)
- Anne Marie DeLuise (Carroll Donner)
- Cam Cronin (Skip Rollins)
- David Kaye (Monsieur Cromwell)
- Leanne Adachi (Réceptionniste)
- June B. Wilde (Madame Decker)
- C.J. Jackman-Zigante (Serveur)

### Épisode 22:Objets trouvés
- États-Unis : 27 novembre 2002 sur UPN

- Brian Austin Green (Sean Moore)
- Moira Kelly (Elizabeth Carter)
- Rekha Sharma (Kate Danvers)
- Marnie Alton (Alicia)
- Marilyn Norry (Jessica Moore)
- Alf Humphreys (Paul Moore)
- Robbie Holloway (Jeune Sean)
- Vanessa Morley (Jeune Elizabeth)

### Épisode 23:L'Histoire de Gabe
- États-Unis : 11 décembre 2002 sur UPN

- Christopher Titus (Gabe O'Brien)
- Stefanie Von Pfetten (Nancy O'Brien)
- Tom Scholte (Le premier écrivain)
- Brenda Crichlow (Le second écrivain)
- William Samples (Monsieur Jennings)
- Jed Rees (Luke)

### Épisode 24:La Dernière Course
- États-Unis : 11 décembre 2002 sur UPN

- Clifton Collins Jr (Andy Perez)
- Greg Serano (Marco Flores)
- Gary Carlos Cervantes (Monsieur Perez)
- Gina Gallego (Madame Perez)
- Jason Low (Donnie)
- Mercedes de la Zerda (Jami Perez)
- Santo Lombardo (Ruben Flores)
- Scott Elam (Le sans abri)

### Épisode 25:Le Bon Chemin
- États-Unis : 8 janvier 2003 sur UPN

- Linda Cardellini (Allison Warner)
- Method Man (Kneigh)
- Colin Cunningham (Seth)
- Ryan Robbins (Tony)
- Ray Galletti (Brad)
- Tricia Young (Cass)
- Lisa Sanson (Mandy)
- Warren Christie (Devin)

### Épisode 26:La Mise en garde
- États-Unis : 8 janvier 2003 sur UPN

- Taryn Manning (Tina Bishop)
- Devon Gummersall (George Straitton)
- Kandyse McClure (Gwen)
- Andrew Johnston (Détective Henley)
- Preston Cook (Ryan)

### Épisode 27:Une autre vie
- États-Unis : 5 février 2003 sur UPN

- Wood Harris (Marvin Gardens / Dwayne Grant)
- Kimberly Elise (Jasmine Gardens / La détective de police)
- Brian Markinson (Le psychiatre / Le détective de police)
- Meshach Peters (Marvin Jr)
- Doron Bell (Chuck)
- Garfield Wilson (Mixer)
- Mark Holden (Policier en uniforme)

### Épisode 28:Retour en arrière
- États-Unis : 5 février 2003 sur UPN

- Eddie Kaye Thomas (Jonah Beech)
- Marisa Coughlan (April Beech)
- Ben Bass (Trevor Black)
- John Callander (Le sans-abri)
- Michael Rogers (Tommy)
- Kevan Ohtsji (Tony)
- Jerry Rector (Garde de sécurité)
- Kimani Ray Smith (Frank)

### Épisode 29:Victime de tags
- États-Unis : 12 février 2003 sur UPN

- Paul Rodriguez (Rosas)
- Todd Williams (Marcus Fisher)
- Enuka Okuma (Shauna)
- Viv Leacock (Dex)
- Adrian Holmes (String)
- Emy Aneke (Fido)
- Darcy Laurie (Henry Santos)

### Épisode 30:Dans la lumière
- États-Unis : 12 février 2003 sur UPN

- Samantha Mathis (Rachel Stark)
- Reed Diamond (Le petit ami de Rachel)
- Kyle Labine (Ben Jordan)
- Peter Bryant (Principal Kerr)
- Andrew Francis (Brian)
- Elizabeth Thai (Arlie)
- Morgan Fane (Tony)
- Chris Johnson (José Marina)

### Épisode 31:C'est toujours une belle vie
- États-Unis : 19 février 2003 sur UPN

- Cloris Leachman (Madame Fremont)
- Liliana Mumy (Audrey Fremont)
- Bill Mumy (Anthony Fremont)
- Kerry Sandomirsky (Cynthia)
- Samuel Patrick Chu (Timmy)
- Paul McGillion (George)
- Kirsten Kilburn (La mère de Timmy)
- Chilton Crane (Lorna)
- Robert Moloney (Joe)

- Bill Mumy et Cloris Leachman reprennent leurs rôles respectifs pour la suite de l'épisode de 1959, C'est une belle vie, dans La Quatrième Dimension.

### Épisode 32:Les Monstres de Maple Street
- États-Unis : 19 février 2003 sur UPN

- Andrew McCarthy (Will Marshall)
- Titus Welliver (Dylan)
- Kristi Angus (Holly Marshall)
- Enid-Raye Adams (Phyllis)
- Brody Smith (Jason)
- Russell Jung (Simon)

- Il s'agit d'un remake de l'épisode du même nom, Les Monstres de Maple Street, diffusé en 1959 dans La Quatrième Dimension.

### Épisode 33:Memphis
- États-Unis : 26 février 2003 sur UPN

- Eriq La Salle (Ray Ellison)
- Jascha Washington (Lucas Tyler)
- Vivica A. Fox (Adelaide Tyler)
- Don S. Davis (Docteur Tate)
- David Parker (Policier)
- John Murphy (Officier Russell)
- Efosa Otuomagie (Martin Luther King)
- Chris Shields (Docteur Tyler)
- Keith Dallas (L'homme)

### Épisode 34:À quel point aimez-vous votre enfant?
- États-Unis : 26 février 2003 sur UPN

- Bonnie Somerville (Donna Saicheck)
- Wayne Knight (Nick Dark)
- Steve Bacic (Ted Saicheck)
- Nico McEown (Wylie Saicheck)
- Bill MacKenzie (Sergent)
- Geoff Adams (Gardien)
- Matthew Currie Holmes (Le caméraman)
- Daniel Boileau (Le perchiste)

### Épisode 35:L'Effet placebo
- États-Unis : 2 avril 2003 sur UPN

- Jeffrey Combs (Harry Radditch)
- Sydney Tamiia Poitier (Docteur Leslie Coburn)
- Michael David Simms (Docteur Marks)
- Jessica Amlee (Carrie)
- Gina Stockdale (La femme mourante)
- Donna Yamamoto (La réceptionniste)
- Paul Batten (Le médecin fédéral)
- Stellina Rusich (Rhonda Harrington)

### Épisode 36:Le Projet Gemini
- États-Unis : 2 avril 2003 sur UPN

- Sean Patrick Flanery (Docteur Paul Thorson)
- Keith Hamilton Cobb (Commandant Skyles)
- Ian McShane (Professeur Chandler)
- Nancy Sorel (Morgan)
- Aaron Pearl (Le chef d'équipe)
- Scott Hylands (Amiral Monroe)

### Épisode 37:La Malédiction du pharaon
- États-Unis : 23 avril 2003 sur UPN

- Shawn Hatosy (Mario Devlin)
- Lindy Booth (Shannon)
- Xander Berkeley (Harry Kellogg)
- Alana Husband (Jenna)
- Karen Holness (Veejay)
- Shawn Stewart (Assistant)
- Alexis Llewellyn (La petite fille)

### Épisode 38:Des poupées de collection
- États-Unis : 23 avril 2003 sur UPN

- Jessica Simpson (Miranda Evans)
- Ashley Edner (Danielle Randall)
- Ian Robison (Pete)
- Tamara Prescott (Ellen)

### Épisode 39:L'Œil de l'admirateur
- États-Unis : 30 avril 2003 sur UPN

- Molly Sims (Janet Tyler)
- Reginald C. Hayes (Docteur)
- Roger R. Cross (Le dirigeant)
- Allison Hossack (L'infirmière de Janet)
- Kris Kramer (Walter Smith)
- June B. Wilde (Seconde infirmière)
- Michael Karl Richards (L'aide-soignant)

- Cet épisode est le remake d'un épisode éponyme L'Œil de l'admirateur de La Quatrième Dimension diffusé en 1959.

### Épisode 40:Développement
- États-Unis : 30 avril 2003 sur UPN

- Robin Tunney (Edie Durant)
- Malik Yoba (Shawn)
- Martin Christopher (Alec Lehane)
- Kavan Smith (Matthew Forsenth)
- Donny James Lucas (Phil)
- Christopher Mavrikos (Ash)
- Stacy Fair (Erin)

### Épisode 41:Les Exécutions de Grady Finch
- États-Unis : 7 mai 2003 sur UPN

- Jeremy Sisto (Grady Finch)
- Alicia Witt (Liz)
- Terry Chen (Nathan Park)
- Stephen E. Miller (Le directeur Tobey)
- Larry Musser (Le bourreau)
- Robert Clarke (Le docteur Yarrow)

### Épisode 42:Le Retour du héros
- États-Unis : 7 mai 2003 sur UPN

- Gil Bellows (Major Rob Malone)
- Rebecca Jenkins (Madame Malone)
- Penn Badgley (Trace Malone)
- Dalias Blake (Capitaine Michael Beckett)
- Jason Gaffney (Caporal Rosey)
- Benjamin Rogers (Lance)

- Cet épisode est le remake d'un épisode de l'ancienne série, Amour paternel.

### Épisode 43:Et la lumière fut
- États-Unis : 21 mai 2003 sur UPN

- Jonathan Jackson (Martin)
- Sarah Carter (Amber)
- Michael Pena (Noah)
- Lauren Lee Smith (Eve)
- Tyler Labine (Wesley)

### Épisode 44:Les Flammes de l'enfer
- États-Unis : 21 mai 2003 sur UPN

- Jason Bateman (Scott Crane)
- Angela Featherstone (Kate Graham)
- Frank Cassini (Rick)
- Marrett Green (Présentateur tv)
- Kimberly Unger (Présentatrice tv)
- Ted Friend (Chef des programmes tv)
- Dominic Louis (Dimitri Penchenko)
- Rachel Victoria (Sonia Penchenko)